# 송경아 (모델)
송경아(1979년 11월 3일~ )는 대한민국의 모델이다.

## 학력
- 진선여자고등학교(졸업)
- 동덕여자대학교 방송연예학과(졸업)
- 홍익대학교 대학원 문화예술경영학과(졸업)

## 모델 활동

### 잡지

#### 국내
- 누메로, 마리끌레르, 보그, 앙앙, 얼루어, 엘르, 코스모폴리탄, 하퍼스 바자, GQ, W 등

#### 해외
- 보그 이탈리아, 보그 차이나 등

### 쇼 (런웨이)
- 게스, 겐조, 구찌, 까르띠에, 나이키, 닥스, 디젤, 루이비통, 마크 제이콥스, 만다리나덕, 모던 크리에이션 뮌헨, 불가리, 비비안 웨스트우드, 살바토레 페라가모, 샤넬, 셀린느, 아디다스, 조르조 아르마니, 캘빈 클라인, DKNY 등

## 그 외 활동

### 방송

#### 진행
- 2006: Mnet 《아이 엠 어 모델 1》
- 2010: On Style 《넥스트 크리에이터》
- 2012: KBS2 《생활의 발견 오감도》
- 2012: XTM 《히어로는 슈트를 입는다》
- 2013: 패션N 《팔로우 미 2》
- 2014: Story On 《아트 스타 코리아》

#### 출연
- 2006년 엠넷 《I AM A MODEL 1》
- 2010년 On Style 《패션 오브 크라이 시즌1》
- 2011년 KBS1 《명작 스캔들》
- 2016년 MBC 《마이 리틀 텔레비전》
- 2017년 MBN 《헬로우, 방 있어요?》
- 2019년 KBS2 《퍼퓸》 - 송경아 역(특별출연)
- 2020년 TBS 《신박한 벙커》
- 2021년 E채널 《맘 편한 카페》
- 2021년 SBS 《골 때리는 그녀들》
- 2021년 SBS 《런닝맨》- 179회 ~ 180회
- 2022년 MBC 《심야괴담회》 - 65회 게스트
- 2023년 MBN 《신들의 사생활 - 그리스 로마 신화 2》-  3,4회 게스트
- 2023년 MBC 《생방송 행복드림 로또 6/45》- 1079회 게스트

### 도서
- 2006: 《패션모델 송경아, 뉴욕을 훔치다》
- 2010: 《키스 미, 트래블》
- 2011: 《TOP MODEL》

### 광고
- 2022년: 퍼플러스 《크림팡팩트》